# City Slang
City Slang est un label basé à Berlin, distribué par Universal.

## Histoire
Le label a été créé en 1990 par le booker Christof Ellinghaus, exclusivement pour sortir l'album de The Flaming Lips In A Priest Driven Ambulance (With Silver Sunshine Stares). Les groupes The Lemonheads, Das Damen et Yo La Tengo étaient également à la recherche d'un label pour leurs albums en 1990 et City Slang devint, presque par hasard, une maison pour les groupes américains souhaitant diffuser leur musique sur le marché européen. Le label est actif principalement en Angleterre, Allemagne, France, Italie, Espagne, Scandinavie et Benelux.
Depuis 22 ans, City Slang a développé un catalogue touffu et diversifié, avec des sorties d'albums de vétérans du rock comme de groupes émergents. Il héberge désormais quelques groupes européens mais se concentre principalement sur des groupes issus de la scène américaine et canadienne, et travaille étroitement avec d'importants labels indépendants nord-américains.
Le 1er octobre 2011, City Slang s'est ouvert au marché français avec l'ouverture du bureau City Slang France.

## Artistes
| - Alexi Murdoch - Anna von Hausswolff - Arcade Fire - Barbara Panther - Ben Gibbard - Blackmail - Broken Social Scene - Caribou - Calexico - COMA - Cortney Tidwell - Dan Mangan - Dear Reader - EMA - Get Well Soon - Goldrush - Health - Herman Dune - Hole | - Imarhan - Junip - KORT - Lackthereof - Lambchop - Laura Gibson - Malajube - Menomena - Nada Surf - Noga Erez - Norman Palm - O'Death - Port O'Brien - Schneider TM - Sophia | - Stars - The Notwist - tindersticks - To Rococo Rot - Toy Fight - Tu Fawning - Waters (en) - Wye Oak |